# Alpes Magazine
Alpes Magazine est une revue bimestrielle, créée en 1990. Son objectif est depuis de faire découvrir aux lecteurs le massif des Alpes, « des vallées aux sommets ».

## Contenu
La charte éditoriale de départ reprend celle de Pyrénées Magazine, son prédécesseur apparu un an plus tôt chez le même éditeur de presse Milan Éditions. Il s’agit de raconter un territoire géographiquement bien identifié, le massif des Alpes et son piémont (au lieu du massif pyrénéen chez son ainé). Autant d'occasions de rencontrer et raconter culture, arts, histoire, alpinisme, randonnées, hommes et femmes d’aujourd’hui et de demain, traditions aussi, dans les Alpes.
Alpes Magazine publie également deux numéros spéciaux (hors-série) par an : 100% Randonnées d’été, et un second hors-série en décembre, sur une thématique alpine.

## Éditeur de presse
L'éditeur (maison d'édition) d'origine de la revue Alpes Magazine est Milan Presse, basé à Toulouse, qui a développé un pôle « Nature et Territoires ». Cette activité comprend plusieurs revues provinciales ou régionales, dont Alpes Magazine, ainsi que Pyrénées Magazine, Bretagne Magazine et Terre sauvage.
En 2004, le groupe Bayard rachète Milan Presse. Les deux éditeurs de presse ont en commun un pôle de livres et revues jeunesse.
En juin 2024, le groupe Bayard vend les magazines Terre sauvage et Alpes Magazine à la société Terre & Fils de Jean-Sébastien Decaux.